# Trimezia jaguatirica
Trimezia jaguatirica är en irisväxtart som beskrevs av Pierfelice Ravenna. Trimezia jaguatirica ingår i släktet Trimezia och familjen irisväxter. Inga underarter finns listade i Catalogue of Life.